# Salvia officinalis
La salvia comune (Salvia officinalis L., 1753) è una piccola pianta perenne erbacea aromatica dai delicati fiori labiati appartenente alla famiglia delle Lamiaceae.

## Etimologia
Il nome generico (Salvia) deriva dal latino "salvus" ( = salvare, sicuro, bene, sano) un nome antico per questo gruppo di piante dalle presunte proprietà medicinali. L'epiteto specifico (officinalis) indica una pianta con proprietà medicinali reali o supposte.
Il nome scientifico della specie è stato definito da Linneo (1707 – 1778), conosciuto anche come Carl von Linné, biologo e scrittore svedese considerato il padre della moderna classificazione scientifica degli organismi viventi, nella pubblicazione "Species Plantarum - 1: 23. 1753" del 1753.

## Descrizione

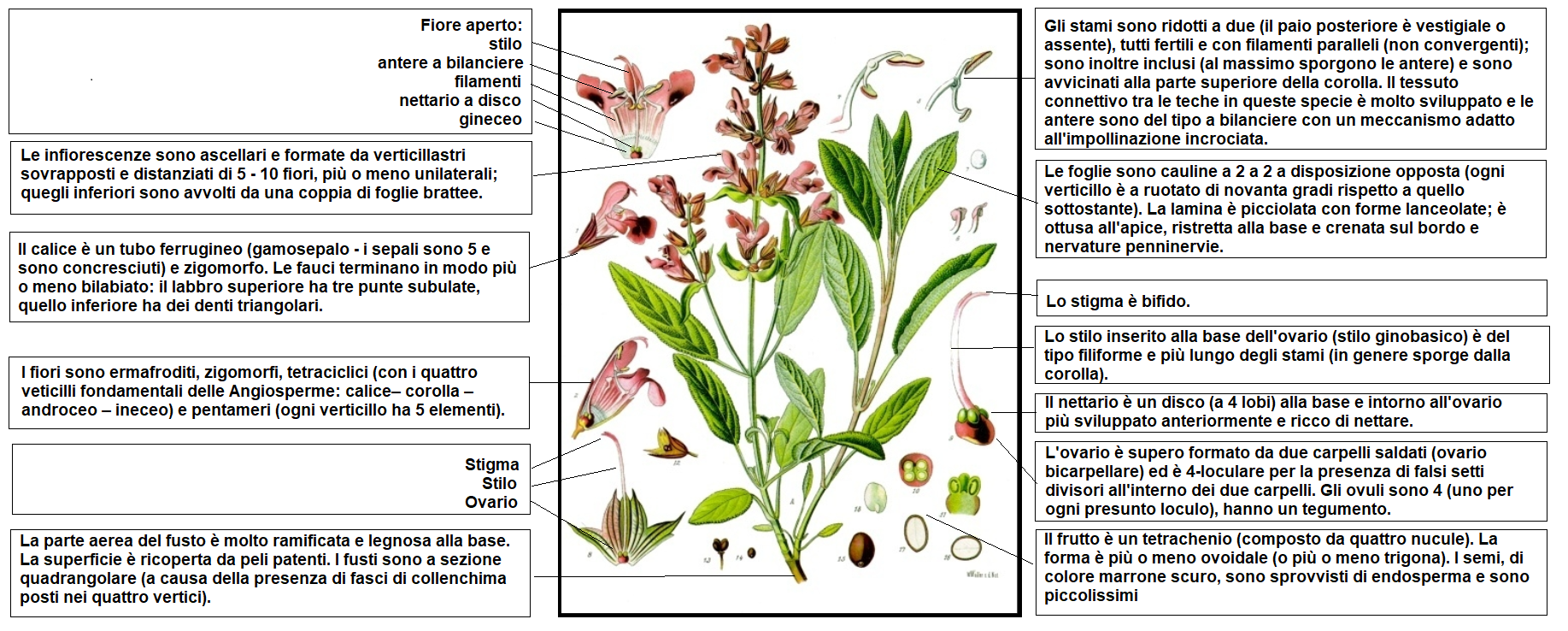
Descrizione delle parti della pianta

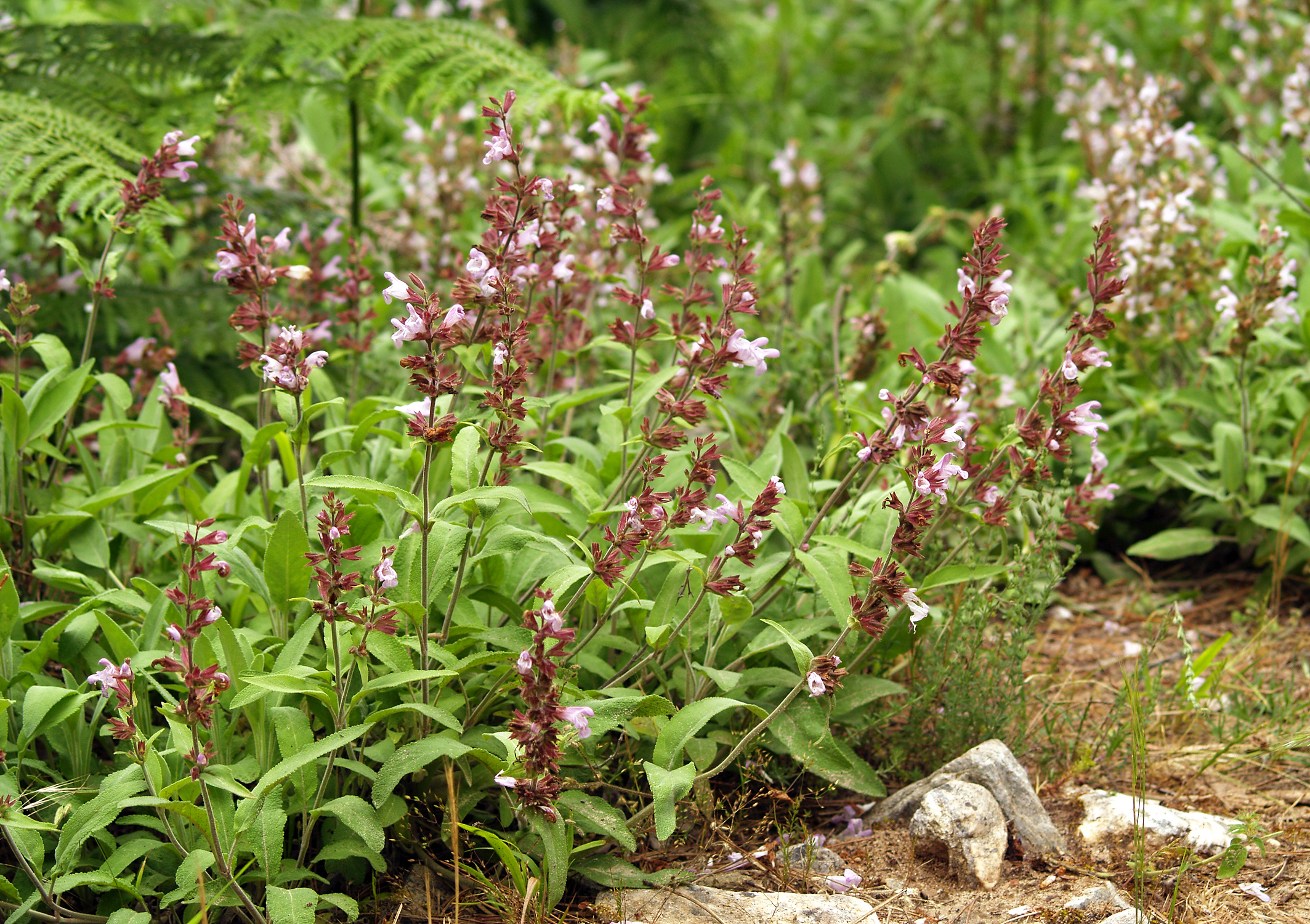
Il portamento

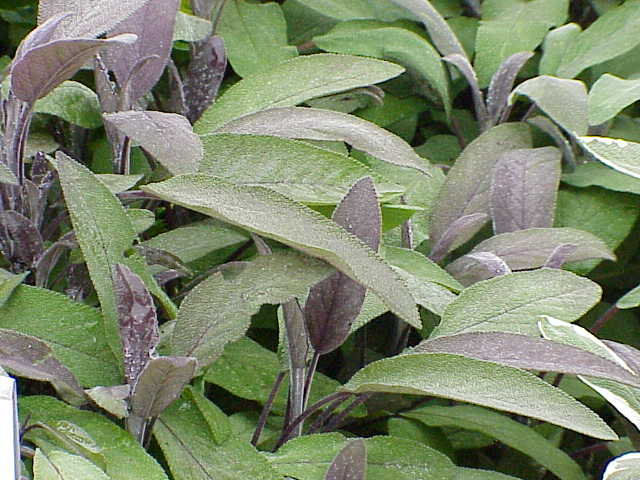
Le foglie

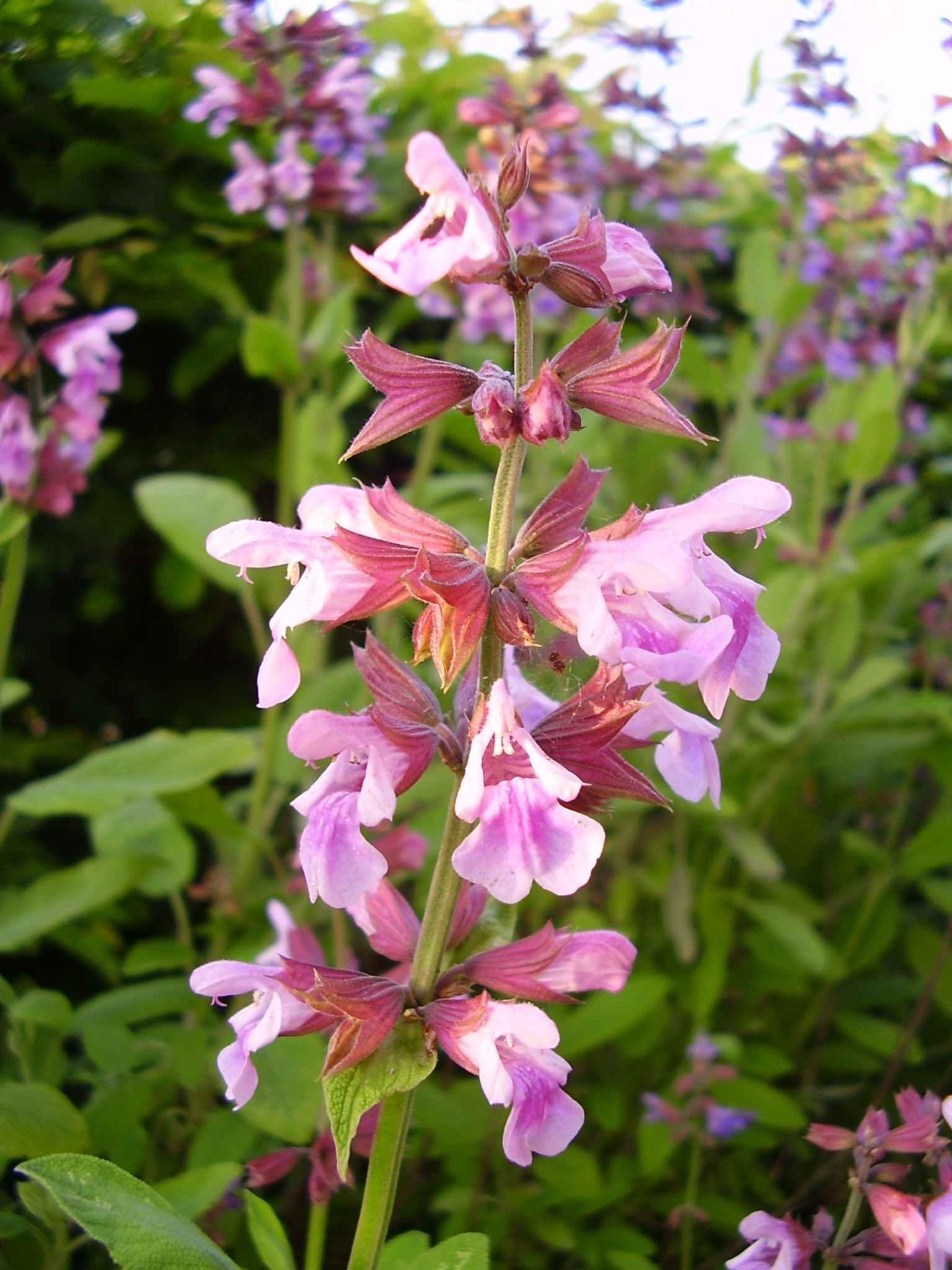
Infiorescenza

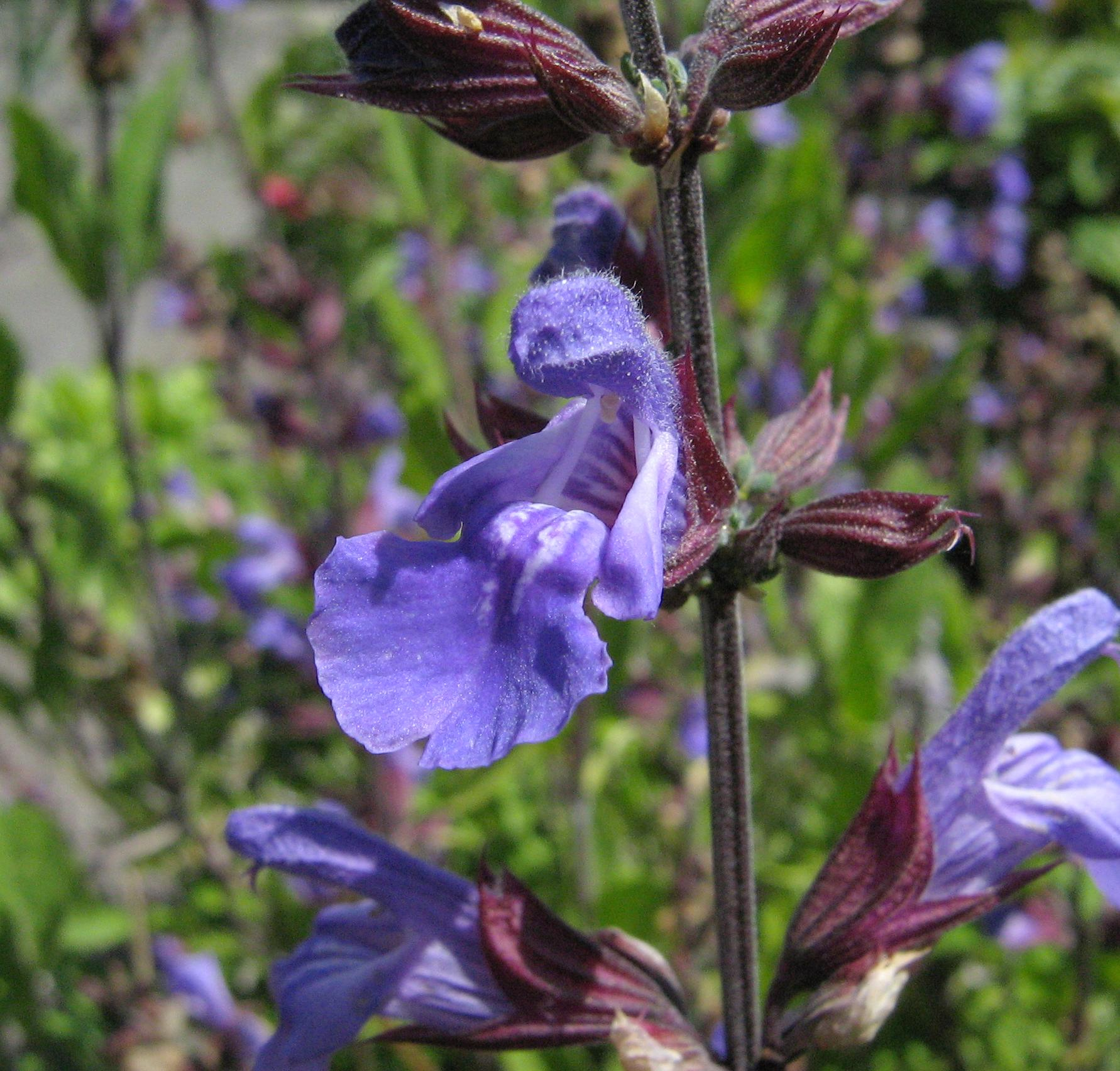
I fiori

L'altezza di queste piante varia da 20 a 40 cm (massimo 60 cm). La forma biologica è camefita suffruticosa (Ch suffr), sono piante perenni e legnose alla base, con gemme svernanti poste ad un'altezza dal suolo tra i 2 ed i 30 cm (normalmente le porzioni erbacee seccano annualmente e rimangono in vita soltanto le parti legnose). Tutta la pianta si presenta grigio-tomentosa con odore aromatico. Nelle zone calde è un arbusto sempreverde.

### Radici
Le radici sono dure e robuste di tipo fascicolato.

### Fusto
La parte aerea del fusto è molto ramificata e legnosa alla base. La superficie è ricoperta da peli patenti. I fusti sono a sezione quadrangolare (a causa della presenza di fasci di collenchima posti nei quattro spigoli). 

### Foglie
Le foglie sono cauline a 2 a 2 a disposizione opposta (ogni verticillo è ruotato di novanta gradi rispetto a quello sottostante). La lamina è picciolata con forme lanceolate; è ottusa all'apice, ristretta alla base e crenata sul bordo e nervature penninervie. La consistenza delle foglie è feltrosa al tatto ed hanno un colore verde-grigiastro e un profumo di caratteristica freschezza. Lunghezza del picciolo: 10 – 15 mm. Dimensione delle foglie: larghezza 1 cm; lunghezza 2 – 3 cm.

### Infiorescenza
Le infiorescenze sono ascellari e formate da verticillastri di 5 - 10 fiori più o meno unilaterali (caratteristico aspetto asimmetrico proprio della famiglia delle Lamiaceae); i verticilli sono sovrapposti e distanziati; quegli inferiori sono avvolti da una coppia di foglie brattee. Lunghezza dei verticillastri: 4 – 18 cm. 

### Fiore
I fiori sono ermafroditi, zigomorfi, tetraciclici (con i quattro verticilli fondamentali delle Angiosperme: calice– corolla – androceo – gineceo) e pentameri (ogni verticillo ha 5 elementi). Lunghezza dei fiori: 17 – 30 mm.
- Formula fiorale. Per la famiglia di queste piante viene indicata la seguente formula fiorale:

X, K (5), [C (2+3), A 2+2] G (2), supero, 4 nucule
- Calice: il calice è un tubo ferrugineo (gamosepalo - i sepali sono 5 e sono concresciuti) e zigomorfo. Le fauci terminano in modo più o meno bilabiato: il labbro superiore ha tre punte subulate, quello inferiore ha dei denti triangolari. Il calice è percorso da alcune nervature longitudinali. Lunghezza del tubo: 5 – 7 mm. Lunghezza dei denti: 4 – 6 mm.
- Corolla: la corolla è un tubo terminante in modo bilabiato (corolla gamopetala formata da 5 petali con struttura 2/3 e zigomorfa). Il labbro superiore è simile ad un cappuccio allungato e ricurvo (è convesso verso l'alto); il labbro inferiore è formato da tre lobi (quello centrale è più grande di tutti ed è concavo). La gola interna è provvista di un anello di peli per evitare l'intrusione di insetti troppo piccoli e non graditi.[4] Il colore è violaceo, raramente roseo o biancastro. Lunghezza del tubo: 10 – 15 mm. Lunghezza del labbro superiore: 7 – 10 mm.
- Androceo: gli stami sono ridotti a due (il paio posteriore è vestigiale o assente), tutti fertili e con filamenti paralleli (non convergenti); sono inoltre inclusi (al massimo sporgono le antere) e sono avvicinati alla parte superiore della corolla. Il tessuto connettivo tra le teche in queste specie è molto sviluppato e le antere sono del tipo a bilanciere con un meccanismo adatto all'impollinazione incrociata ("meccanismo a leva"[15]). I granuli pollinici sono del tipo tricolpato o esacolpato.
- Gineceo: l'ovario è supero (o semi-infero) formato da due carpelli saldati (ovario bicarpellare) ed è 4-loculare per la presenza di falsi setti divisori all'interno dei due carpelli. La placentazione è assile. Gli ovuli sono 4 (uno per ogni presunto loculo), hanno un tegumento e sono tenuinucellati (con la nocella, stadio primordiale dell'ovulo, ridotta a poche cellule).[16] Lo stilo inserito alla base dell'ovario (stilo ginobasico) è del tipo filiforme e più lungo degli stami (in genere sporge dalla corolla). Lo stigma è bifido. Il nettario è un disco (a 4 lobi) alla base e intorno all'ovario più sviluppato anteriormente e ricco di nettare.
- Fioritura: da marzo a maggio (luglio).

### Frutti
Il frutto è un tetrachenio (composto da quattro nucule). La forma è più o meno ovoidale (o più o meno trigona). I semi, di colore marrone scuro, sono sprovvisti di endosperma e sono piccolissimi (un grammo ne contiene oltre 200).

## Riproduzione
- Impollinazione: l'impollinazione avviene tramite insetti tipo ditteri e imenotteri, raramente lepidotteri (impollinazione entomogama) oppure uccelli.[10][17]
- Riproduzione: la fecondazione avviene fondamentalmente tramite l'impollinazione dei fiori (vedi sopra).
- Dispersione: i semi cadendo a terra (dopo essere stati trasportati per alcuni metri dal vento – disseminazione anemocora) sono successivamente dispersi soprattutto da insetti tipo formiche (disseminazione mirmecoria).

## Distribuzione e habitat

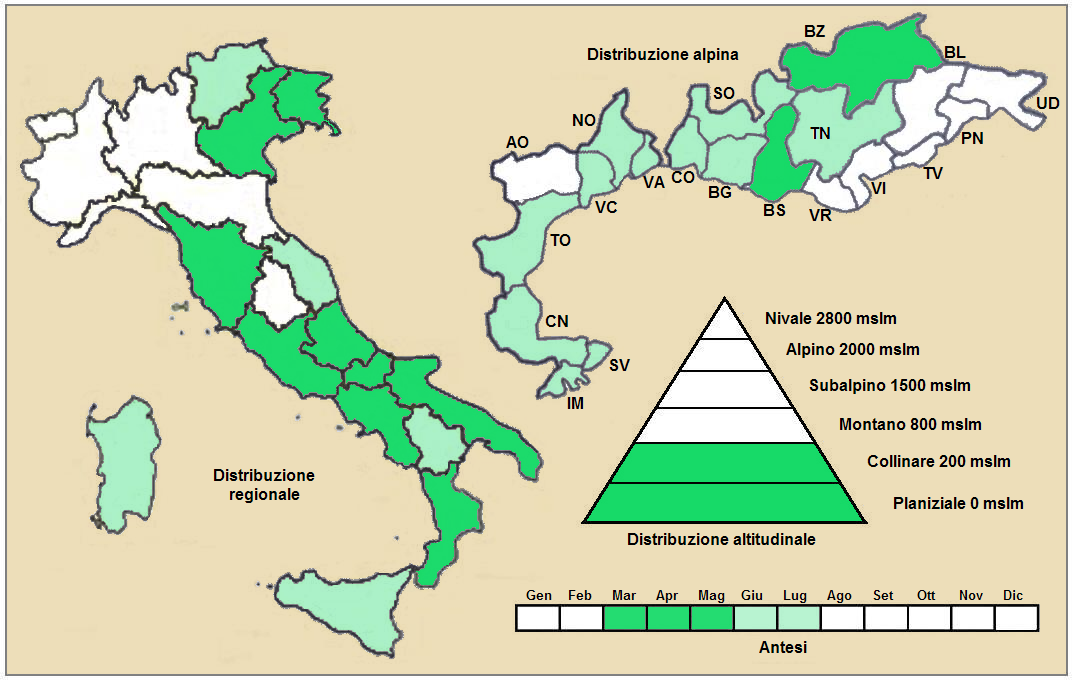
Distribuzione della pianta
(Distribuzione regionale – Distribuzione alpina)

- Geoelemento: questa pianta è originaria del bacino del Mediterraneo (areale Steno-Mediterraneo Orientale).
- Distribuzione: in Italia è presente soprattutto al Sud, ma allo stato naturale è rara. Nel resto dell'Italia si trova allo stato spontaneizzato. Nelle Alpi italiane si trova nelle provincie di Brescia e Bolzano. Fuori dall'Italia, sempre nelle Alpi, questa specie si trova in Francia (dipartimenti di Alpes-de-Haute-Provence, Hautes-Alpes, Alpes-Maritimes, Drôme, Isère e Savoia), in Svizzera (cantoni Vallese, Ticino, Grigioni), in Austria (Länder del Vorarlberg, Salisburgo e Austria Inferiore). Sugli altri rilievi europei collegati alle Alpi si trova nei Vosgi, Massiccio del Giura e Massiccio Centrale.[19] Nel resto dell'Europa si trova in Spagna, Francia, Germania, Svizzera, Austria e Penisola Balcanica. È presente anche nel Magreb.[20]
- Habitat: l'habitat tipico per queste piante sono le rupi aride, le pietraie, i ghiaioni, le praterie rase, i prati e pascoli del piano collinare. Il substrato preferito è calcareo con pH basico, bassi valori nutrizionali del terreno che deve essere secco.[19]
- Distribuzione altitudinale: sui rilievi queste piante si possono trovare fino a 300 m s.l.m.; frequentano quindi i seguenti piani vegetazionali: collinare e quello planiziale – a livello del mare.

### Fitosociologia

#### Areale alpino
Dal punto di vista fitosociologico alpino Salvia officinalis appartiene alla seguente comunità vegetale:
Formazione: delle comunità a emicriptofite e camefite delle praterie rase magre secche
Classe: Festuco-Brometea

#### Areale italiano
Per l'areale completo italiano la specie appartiene alla seguente comunità vegetale:
- Macrotipologia: arbustivi
  - Classe: Cisto cretici-micromerietea julianae Oberdorfer ex Horvatic, 1958
    - Ordine: Cisto cretici-ericetalia manipuliflorae Horvatic, 1958
      - Alleanza: Cisto cretici-ericion manipuliflorae Horvatic, 1958

Descrizione: l'alleanza Cisto cretici-ericion manipuliflorae è relativa alle garighe (camefite) termoxerofile nanofanerofitiche e calcicole delle aree post-incendio in zone sia costiere che interne di tipo illirico distribuite in Italia nei settori costieri e subcostieri adriatici e jonici anche submontani (Appennino centrale e meridionale).
Alcune specie presenti nell'associazione:  Erica manipuliflora, Calicotome infesta, Cistus creticus, Cistus monspeliensis, Cistus salviifolius, Thymus capitatus, Rosmarinus officinalis, Micromeria fruticulosa e Phlomis fruticosa.

## Tassonomia
La famiglia di appartenenza della specie (Lamiaceae), molto numerosa con circa 250 generi e quasi 7000 specie, ha il principale centro di differenziazione nel bacino del Mediterraneo e sono piante per lo più xerofile (in Brasile sono presenti anche specie arboree). Per la presenza di sostanze aromatiche, molte specie di questa famiglia sono usate in cucina come condimento, in profumeria, liquoreria e farmacia. La famiglia è suddivisa in 7 sottofamiglie: il genere Salvia è descritto nella tribù Mentheae (sottotribù Salviinae) appartenente alla sottofamiglia Nepetoideae. Nelle classificazioni più vecchie la famiglia Lamiaceae viene chiamata Labiatae.
Il numero cromosomico di S. officinalis è: 2n = 14.

### Filogenesi

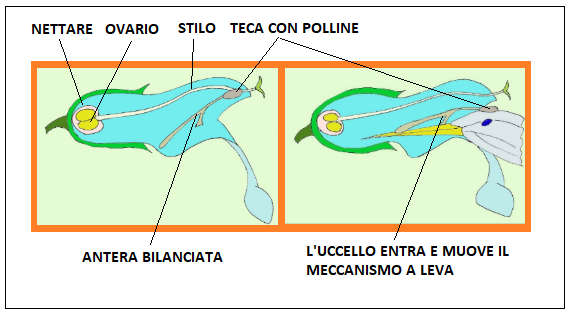
Meccanismo a leva

Il genere Salvia è molto grande e comprende oltre 1000 specie distribuite in cinque centri di diversità tra l'America, l'Africa e l'Eurasia. Secondo gli ultimi studi filogenetici sulle regioni nucleari e cloroplastiche del DNA il genere Salvia non è monofiletico ed è suddiviso in 3 grandi cladi. La specie S. officinalis si trova nel sottoclade "A" del primo clade. Questo sottoclade è caratterizzato dall'aborto della teca posteriore ma non della relativa fusione del connettivo. Si crea così comunque il "meccanismo a leva" tipico della Salvia dove l'impollinatore è costretto ad attivare la leva per accedere al nettare facilitando in questo modo il trasferimento del polline sulla parte superiore dell'insetto (o uccello) pronubo.

### Sottospecie
Per questa specie sono riconosciute valide le seguenti sottospecie:
- Salvia officinalis subsp. officinalis - Distribuzione: Italia e Penisola Balcanica.[26]
- Salvia officinalis subsp. gallica (W.Lippert) Reales, D.Rivera & Obón, 2004 (Basionimo: Salvia lavandulifolia subsp. gallica W. Lippert) - Distribuzione: Europa occidentale.[27]
- Salvia officinalis subsp. lavandulifolia (Vahl) Gams, 1927 (Basionimo: Salvia lavandulifolia Vahl) - Distribuzione: Francia, Spagna e Magreb.[28]
- Salvia officinalis subsp. oxyodon (Webb & Heldr.) Reales, D.Rivera & Obón, 2004 (Basionimo: Salvia oxyodon Webb & Heldr.) - Distribuzione: Spagna.[29]
- Salvia officinalis subsp. multiflora Gajic, 1973.[30]

### Ibridi
Con la specie Salvia lavandulifolia Vahl subsp. vellerea (Cuatrec.) Rivas Goday & Rivas Mart. la pianta di questa voce forma il seguente ibrido interspecifico:
- Salvia × accidentalis Sánchez-Gómez & R.Morales, 2000[31]

### Sinonimi
Questa entità ha avuto nel tempo diverse nomenclature. L'elenco seguente indica alcuni tra i sinonimi più frequenti:
- Oboskon cretica (L.) Raf.
- Salvia chromatica  Hoffmanns.
- Salvia clusii  Vilm.
- Salvia cretica  L.
- Salvia crispa  Ten.
- Salvia digyna  Stokes
- Salvia grandiflora  Ten.
- Salvia hispanica  Garsault
- Salvia minor  Garsault
- Salvia officinalis f. bracteata  Kojic & Gajic
- Salvia officinalis f. brevipedicellata  Gajic
- Salvia officinalis var. frankei Gajic
- Salvia officinalis var. longiaristata  Kojic & Gajic
- Salvia officinalis f. multiverticillata  Gajic
- Salvia officinalis f. spicata Gajic
- Salvia papillosa Hoffmanns
- Salvia tricolor  Vilm.

#### Sinonimi della sottospeciegallica
- Salvia lavandulifolia subsp. gallica W.Lippert
- Salvia officinalis var. gallica  (W.Lippert) O.Bolòs & Vigo
- Salvia officinalis f. gallica  (W.Lippert) O.Bolòs & Vigo

#### Sinonimi della sottospecielavandulifolia
- Salvia approximata Pau
- Salvia hispanorum  Lag.
- Salvia lavandulifolia  Vahl
- Salvia lavandulifolia var. adenostachys  (O.Bolòs & Vigo) Figuerola
- Salvia lavandulifolia subsp. approximata  (Pau) Figuerola
- Salvia lavandulifolia var. approximata  (Pau) Figuerola, Stübing & Peris
- Salvia lavandulifolia var. pyrenaeorum  (W.Lippert) Figuerola, Stübing & Peris
- Salvia lavandulifolia subsp. pyrenaeorum  W.Lippert
- Salvia lavandulifolia var. trichostachya  (Font Quer ex O.Bolòs & Vigo) Figuerola
- Salvia officinalis f. adenostachys  O.Bolòs & Vigo
- Salvia officinalis var. adenostachys  (O.Bolòs & Vigo) O.Bolòs & Vigo
- Salvia officinalis var. approximata  (Pau) O.Bolòs & Vigo
- Salvia officinalis var. hispanica  Boiss.
- Salvia officinalis var. hispanorum  (Lag.) Benth.
- Salvia officinalis var. lavandulifolia  (Vahl) Pau
- Salvia officinalis f. lavandulifolia  (Vahl) O.Bolòs & Vigo
- Salvia officinalis var. lavandulifolia (Vahl) O. Bolòs & Vigo
- Salvia officinalis var. trichostachya  (Font Quer ex O.Bolòs & Vigo) O.Bolòs & Vigo
- Salvia officinalis f. trichostachya  Font Quer ex O.Bolòs & Vigo
- Salvia rosmarinifolia  G.Don
- Salvia tenuior  Desf. ex Roem. & Schult.

#### Sinonimi della sottospecieoxyodon
- Salvia aucheri var. aurasiaca Maire
- Salvia blancoana var. aurasiaca  (Maire) Figuerola
- Salvia blancoana var. lagascana  (Webb) Figuerola
- Salvia lavandulifolia var. aurasiaca  (Maire) Rosua & Blanca
- Salvia lavandulifolia var. lagascana  Webb
- Salvia lavandulifolia subsp. oxyodon  (Webb & Heldr.) Rivas Goday & Rivas Mart.
- Salvia lavandulifolia var. spicata  Willk.
- Salvia officinalis var. purpurascens  Cuatrec.
- Salvia oxyodon Webb & Heldr.

## Usi

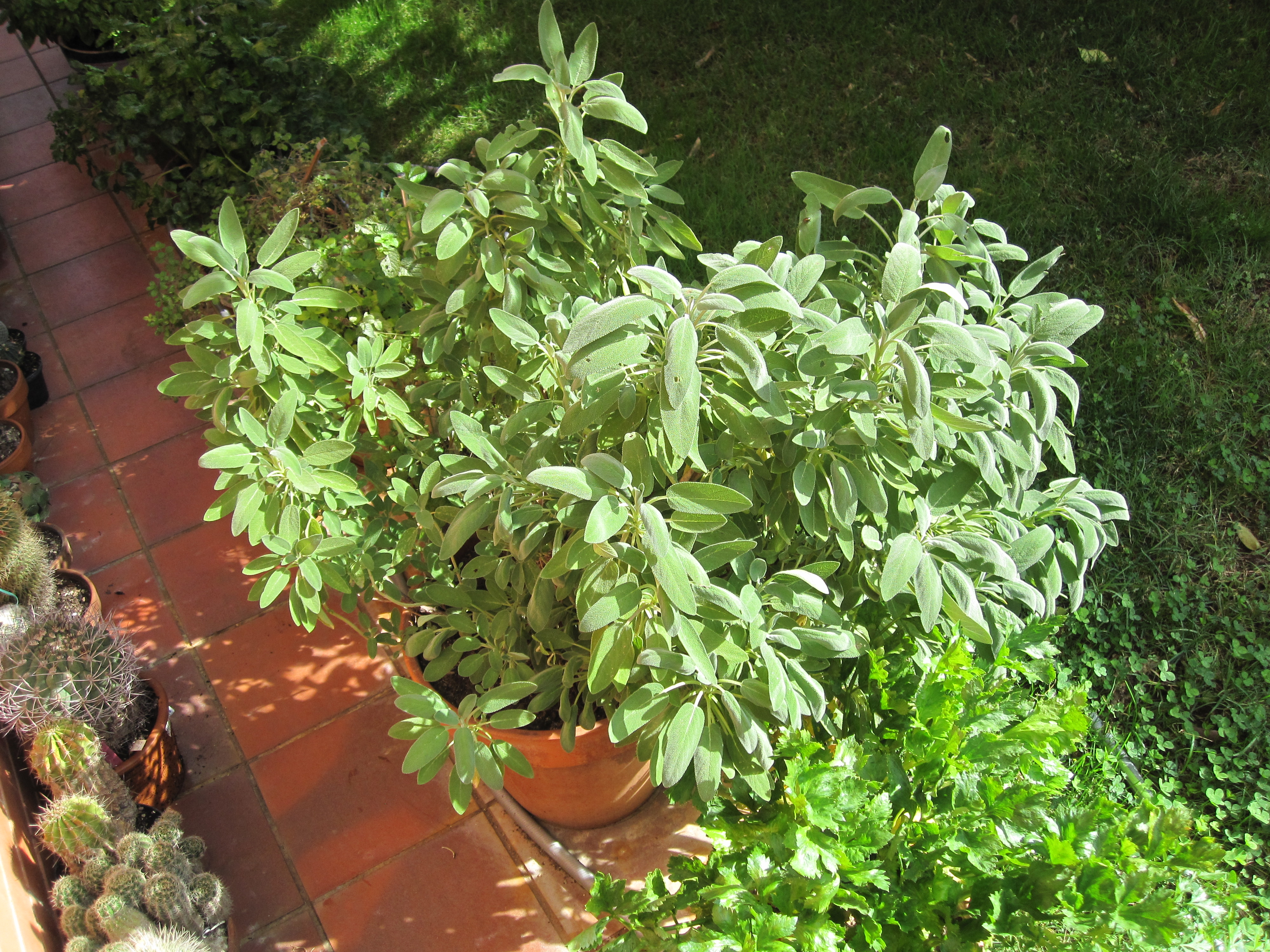
Un vaso di salvia officinalis

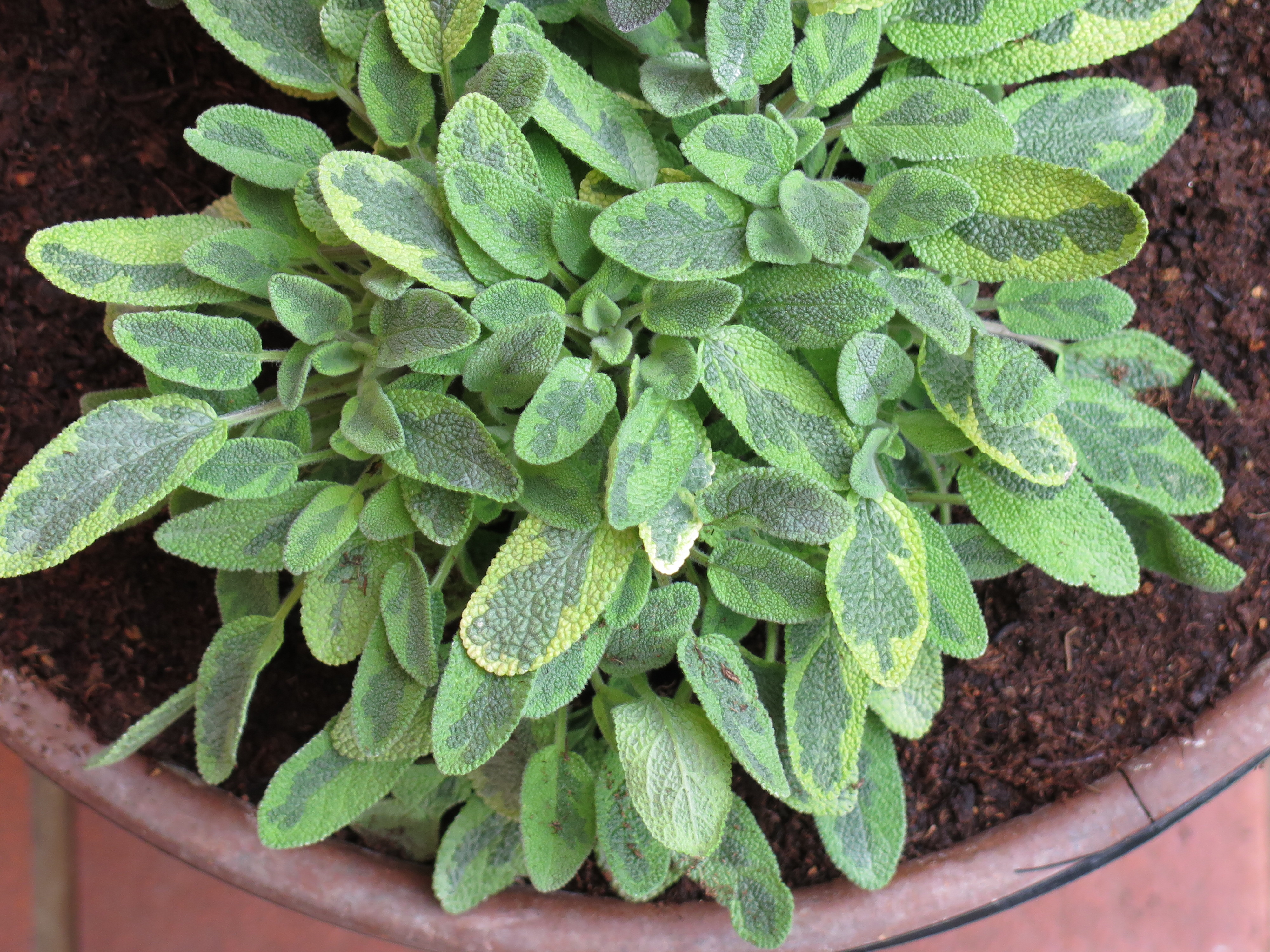
Un cespo di Salvia officinalis 'icterina

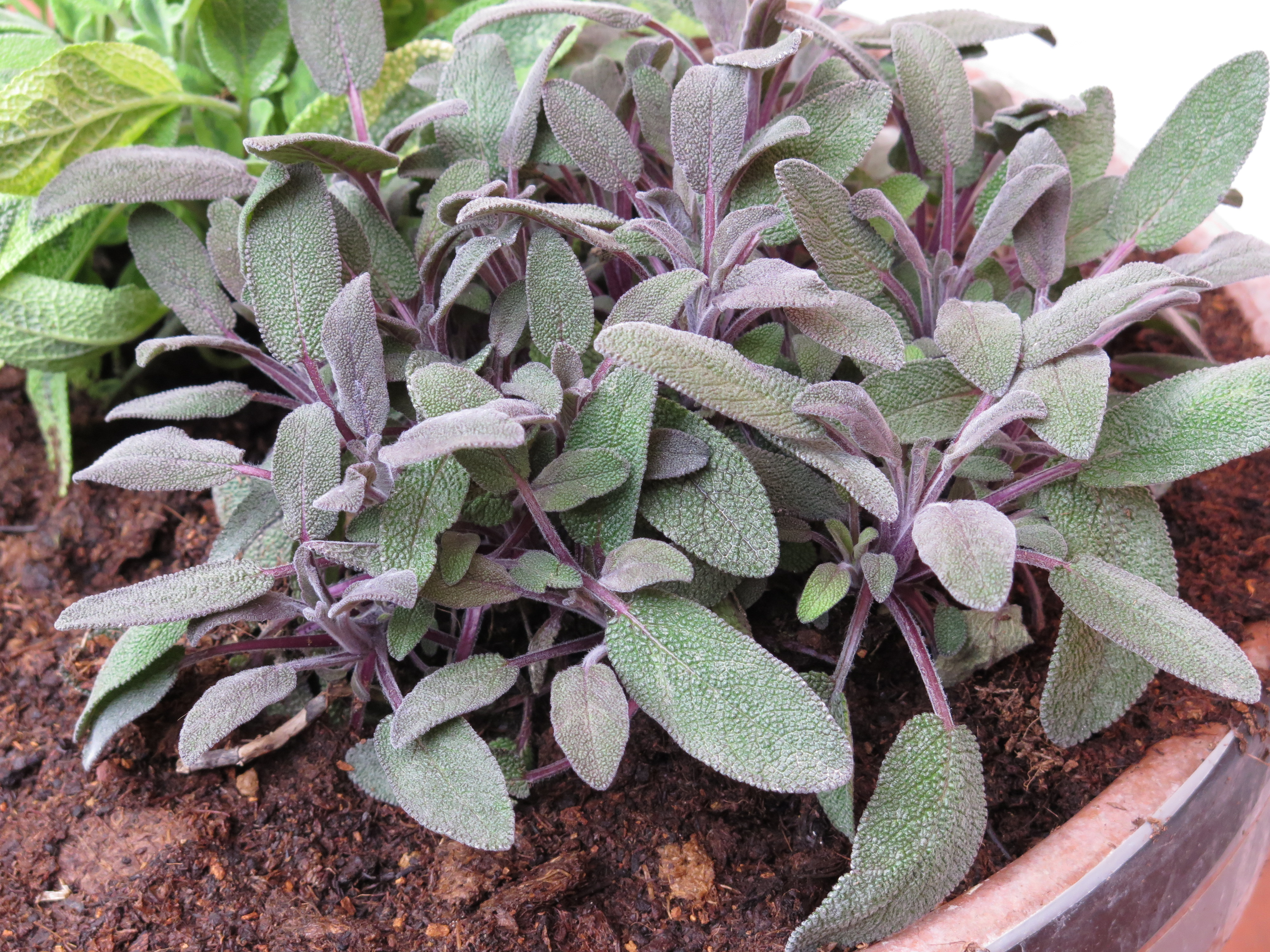
Una pianta di Salvia officinalis 'purpurea

### In cucina
La Salvia trova impiego in cucina fin dai tempi antichi, come pianta aromatica.
Nonostante la sua origine mediterranea, la presenza della salvia per aromatizzare carni di vario genere è consolidata da secoli in quasi tutte le tradizioni culinarie d'Europa. Meno comune ma non raro è il suo impiego per cibi di tipo diverso: pasta (notissimi in Italia i tortelloni burro e salvia), formaggi alle erbe, zuppe e le foglie di salvia fritte in pastella. In Medio Oriente la salvia viene usata per aromatizzare l'arrosto di montone.

### In erboristeria
Gli antichi Romani, che avevano già riconosciuto a questa pianta le sue virtù terapeutiche, procedevano alla sua raccolta con un rituale particolare, senza l'intervento di oggetti di ferro, in tunica bianca e con i piedi scalzi e ben lavati.
Prima e dopo i Romani, dagli antichi Egizi alla farmacopea medioevale, la salvia fu sempre apprezzatissima in erboristeria e non a caso Linneo le attribuì il nome di officinalis.
Tra i principali effetti, la salvia ha efficacia antisettica ed è anche digestiva e calmante. Le sono attribuiti altri effetti, ma non su tutti c'è concordia di vedute.
Secondo un'antica tradizione inoltre la Salvia officinalis può essere utilizzata per curare un'eccessiva sudorazione: si prepara un infuso con la Salvia officinalis e si praticano tamponamenti della zona da trattare.

### Nel giardinaggio
La Salvia officinalis, come altre specie dello stesso genere, è frequentemente utilizzata in giardinaggio: i suoi fiori e il suo aspetto d'insieme sono gli elementi che più hanno contribuito al suo successo come pianta ornamentale.
È pianta visitata dalle api per il polline ed il nettare. Nella costa dalmata ne producono un miele uniflorale.

### In cosmetica
L'estratto di salvia è un eccellente fissatore per profumi. Rafforza le gengive ed è indicato per lo smalto dei denti.

### Tossicità della Salvia Comune
La salvia contiene un chetone complesso, il tujone, che può risultare tossico ad alte dosi. Ciò ha impatto sia sull'uso culinario che su quello medicinale e spiega perché la salvia è stata usata come aroma ma non, per esempio, come insalata.
La normativa europea ha stabilito un limite massimo al contenuto di tujone nei cibi, che è di 25 mg/kg nel caso di cibi aromatizzati con la salvia. Negli Stati Uniti d'America attualmente la legge fissa un tetto al contenuto di tujone, ma non è applicabile ai cibi preparati con la salvia.

## Altre notizie
La salvia domestica in altre lingue è chiamata nei seguenti modi:
- (DE)  Garten-Salbei, Echte-Salbei
- (FR)  Sauge officinale
- (EN)  Common Sage